# Anania din Shirak
Anania Shirakatsi (în armeană: Անանիա Շիրակացի, 610–685), sau Anania din Shirak, a fost un matematician, astronom și geograf armean.
Este considerat fondatorul studiului științelor naturale în țara sa.
A participat la lupta împotriva ocupației bizantine.
Anania din Shirak a considerat arta numerelor ca bază a înțelepciunii.
A scris o serie de opere de aritmetică și teoria numerelor și culegeri de probleme de aritmetică.
A tratat ecuațiile liniare cu o singură necunoscută, operațiile cu fracții.
De asemenea, s-a ocupat și de alte domenii.
Astfel, a tratat problema formei sferice a Pământului, despre eclipsele de Soare și de Lună, despre calendar și cadranul solar.
În scrierile sale, a menționat și evenimente din istoria Armeniei.

## Scrieri
- Întrebări și răspunsuri
- Cosmografia și măsurătoarea anilor și fazele Lunii
- Calendar
- Despre cântăriri și greutăți
- Tomar (studiu de cronologie).